# Pastilla

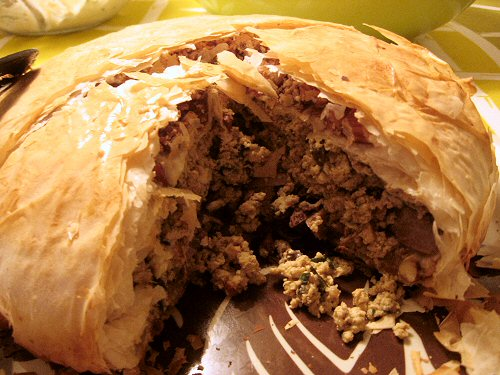
Pastilla

Pastilla (arabisch بسطيلة, ausgesprochen „bastila“; auf Arabisch: Bestila), transkribiert in Bastilla, bisteeya, b’stilla oder bstilla, ist ein traditionelles Gericht der marokkanischen Küche, dessen Ursprünge auf das islamische Spanien zurückgehen. Nach dem Fall von Granada, Spaniens letzter islamischer Stadt, brachten Muslime, die im Maghreb Zuflucht suchten, ihre eigenen kulinarischen Traditionen mit, darunter Pastilla. Der Begriff kommt vom spanischen „Pasta“.

## Eigenschaften und Zubereitung
Traditionell ist eine Pastilla eine Pastete aus Taubenfleisch. Da dieses oft schwer zu finden ist, wird normalerweise in kleine Stücke geschnittenes Hühnerfleisch verwendet. Zur Herstellung können auch Fisch oder Innereien verschiedener Tiere verwendet werden. Pastilla wird in der Regel als Vorspeise zu Beginn spezieller Mahlzeiten serviert.
Es ist eine Zubereitung, die den Geschmack von süß und salzig kombiniert: Eine Reihe von Schichten Blätterteig, gesalzenes Fleisch, langsam in Brühe und Gewürzen gekocht und dann zerkleinert, sowie eine knusprige Schicht gerösteter und gehackter Mandeln, Zimt und Zucker.
Die Füllung wird einen Tag im Voraus vorbereitet und durch Anbräunen der Fleischstücke in Öl hergestellt. Diese werden dann in eine Pfanne gegeben und mit dem restlichen Öl, Zwiebeln, Wasser, Petersilie und verschiedenen Gewürzen zum Kochen gebracht. Die Flüssigkeit wird dann abgekühlt und danach zu einer cremigen Sauce mit geschlagenen Eiern verdickt. Das Fleisch und die Haut werden zerkleinert und der Sauce hinzugefügt, anschließend über Nacht abgekühlt.
In einem runden Backblech wird die erste Teigschicht ausgelegt und mit Butter eingefettet. Eine Schicht Sauce wird dann verteilt, die mit einem Blätterteig bedeckt ist, und wiederholt sich mit einer zweiten Schicht Sauce und Nudeln. Es wird dann im Ofen gebacken, mit Puderzucker, Zimt und gehackten Mandeln bestreut und dann serviert.